# زنتنر (کالیفرنیا)
زنتنر (به انگلیسی: Zentner) یک منطقهٔ مسکونی در ایالات متحده آمریکا است که در شهرستان کرن، کالیفرنیا واقع شده‌است. زنتنر ۱۳۷ متر بالاتر از سطح دریا واقع شده‌است.